# Flexió de bandes

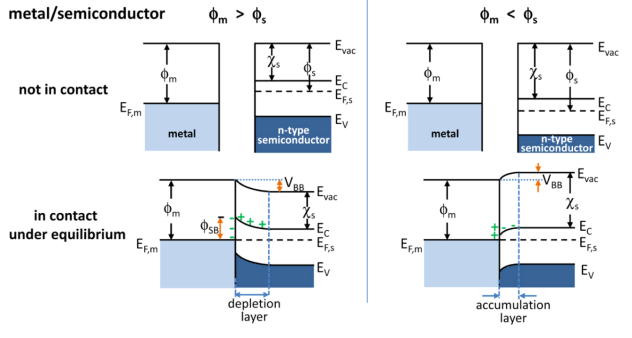
Figura 1: Diagrames de bandes d'energia del contacte superficial entre metalls i semiconductors de tipus n., l'energia del buit;, l'energia màxima de la banda de valència;, energia mínima de la banda de conducció;, la funció de treball del metall;, la funció de treball dels semiconductors;

{\displaystyle \chi _{s}}, l'afinitat electrònica del semiconductor.
En la física de l'estat sòlid, la flexió de bandes fa referència al procés en què l'estructura de la banda electrònica d'un material es corba cap amunt o cap avall prop d'una unió o interfície. No implica cap flexió física (espacial). Quan el potencial electroquímic dels portadors de càrrega lliure al voltant d'una interfície d'un semiconductor és diferent, els portadors de càrrega es transfereixen entre els dos materials fins que s'arriba a un estat d'equilibri en el qual la diferència de potencial s'esvaeix. El concepte de flexió de bandes es va desenvolupar per primera vegada l'any 1938 quan Mott, Davidov i Schottky van publicar teories sobre l'efecte rectificador dels contactes metall-semiconductors. L'ús d'unions de semiconductors va provocar la revolució informàtica l'any 1990. Dispositius com el díode, el transistor, la fotocèl·lula i molts més encara tenen un paper important en la tecnologia.
La flexió de la banda pot ser induïda per diversos tipus de contacte. En aquesta secció es discuteix el contacte metall-semiconductor, l'estat superficial, la polarització aplicada i la flexió de la banda induïda per adsorció.
{\displaystyle E_{vac}}, l'energia del buit.

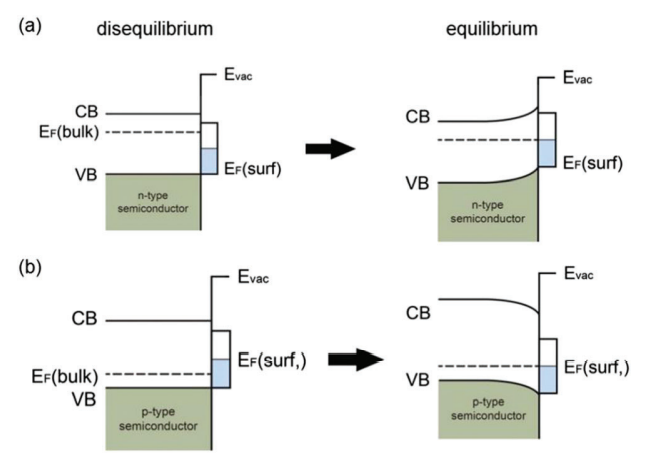
Figura 2: Diagrames de bandes d'energia sota la influència de la flexió de la banda induïda per la superfície. CB, la banda de conducció; VB, la banda de valència;, l'energia de Fermi;

La figura 1 mostra el diagrama de bandes ideal (és a dir, el diagrama de bandes a temperatura zero sense impureses, defectes o contaminants) d'un metall amb un semiconductor de tipus n abans (superior) i després del contacte (inferior). La funció de treball es defineix com la diferència d'energia entre el nivell de Fermi del material i el nivell de buit abans del contacte i es denota per {\displaystyle \phi } . Quan el metall i el semiconductor es posen en contacte, els portadors de càrrega (és a dir, electrons i forats lliures) es transferiran entre els dos materials com a resultat de la diferència de funció de treball. {\displaystyle V_{BB}=|\phi _{m}-\phi _{s}|}.
Tot i ser energèticament desfavorables, els estats superficials poden existir en una superfície de semiconductor neta a causa de la terminació de la periodicitat de la xarxa dels materials. La flexió de la banda també es pot induir a les bandes d'energia d'aquests estats superficials. A la figura 2 es mostra un esquema d'un diagrama de bandes ideal prop de la superfície d'un semiconductor net dins i fora d'equilibri amb els seus estats superficials. Els electrons no aparellats dels enllaços penjants dels àtoms de la superfície interactuen entre ells per formar un estat electrònic amb una banda d'energia estreta, situada en algun lloc dins de la banda buida del material a granel. Per simplificar, s'assumeix que la banda d'estat superficial està mig plena amb el seu nivell de Fermi situat a l'energia del buit mitjà de la massa. A més, es considera que el dopatge no influeix en els estats superficials. Aquesta és una aproximació vàlida ja que la concentració de dopants és baixa.